# Ulju-gun
Ulju-gun (koreanska: 울주군) är en landskommun  i staden och provinsen Ulsan i den sydöstra delen av Sydkorea, 300 km sydost om huvudstaden Seoul.
Landskommunen består av ytterområdena väster och söder om centrala Ulsan och delas administrativt in i sex eup (köpingar, tätbebyggda områden) och sex myeon (socknar, landsbygdsområden). Dessa är Beomseo-eup, Cheongnyang-eup, Dudong-myeon, Duseo-myeon, Eonyang-eup, Onsan-eup, Onyang-eup, Samdong-myeon, Samnam-eup, Sangbuk-myeon, Seosaeng-myeon och Ungchon-myeon. Kommunkontoret ligger i Cheongnyang-eup.